# Devil’s Quoit (St Columb Major)

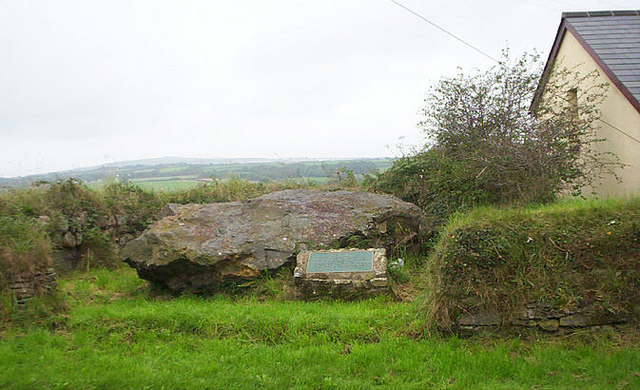
Devil’s Quoit

Devil’s Quoit (auch Devil’s Coyt oder Arthur’s Quoit genannt) ist ein 1870 weitgehend zerstörtes Portal Tomb im Weiler Quoit bei St Columb Major in Cornwall in England.
Erhalten ist nur der gewaltige Deckstein einer Kammer. Der Quoit wurde im Jahre 1870 zerstört. Der Deckstein blieb erhalten.
Der Weiler Quoit leitet seinen Namen von dem „Teufels Quoit“ ab. Der Dolmen stand noch im Jahr 1840. Er ist zwischen 1840 und 1850 teilweise eingestürzt. Bis zum 20. Jahrhundert waren die Steine noch vorhanden, wurden dann aber zerteilt oder vergraben.
Etwa zwei Kilometer entfernt liegt das eisenzeitliche Hillfort auf Dinas Island.